# Gyromitra fastigiata
Gyromitra fastigiata (Julius Vincenz von Krombholz, 1834 ex Heinrich Rehm, 1895), sin. Discina fastigiata (Julius Vincenz von Krombholz, 1834 ex Mirko Svrček & Jirí Moravec, 1972), din încrengătura Ascomycota în familia Discinaceae și de genul Gyromitra, este o ciupercă saprofită și comestibilă, dar consumată crud sau nu bine fiartă foarte otrăvitoare, fiind denumită în popor, ca și surata ei tare asemănătoare Gyromitra esculenta, zbârciogi grași. Specia este în mod predominant locuitoare de sol calcaros. Ea se poate găsi în România, Basarabia și Bucovina de Nord numai foarte rar, ca una din primele specii de ciuperci deja din martie, privind afară din zăpadă, până în iunie, crescând solitar sau în grupuri în special prin păduri de foioase, în special sub arini, stejari și tei, mai rar în cele de conifere sub molizi, de multe ori alături de cioturi în putrefacție, des la margini de drum, dar, de asemenea, sub vreascuri sau prin defrișări.

## Taxonomie

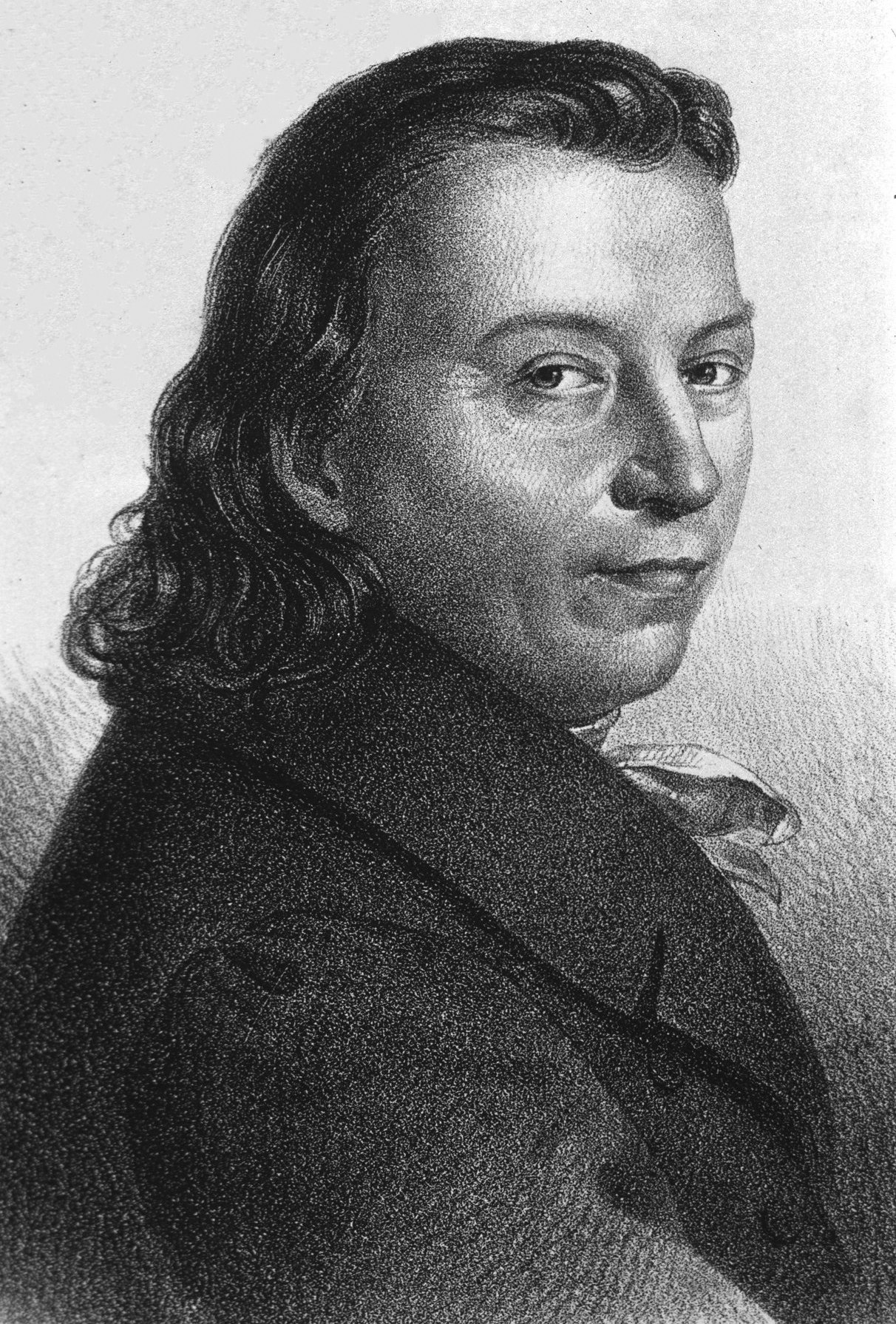
Julius V. von Krombholz

Prima menționare științifică a ciupercii a urmat în anul 1834, când cunoscutul savant german Julius Vincenz von Krombholz a descris-o sub denumirea Helvella fastigiata în volumul 3 al operei sale Naturgetreue Abbildungen und Beschreibungen der essbaren, schädlichen und verdächtigen Schwämme din 1834 și transferată la genul Gyromitra cu același epitet de compatriotul său Heinrich Rehm (1828-1916), de verificat în publicația sa din 1895, în volumul 1 a lucrări Dr. L. Rabenhorst's Kryptogamen-Flora von Deutschland, Oesterreich und der Schweiz a lui Ludwig Rabenhorst.
Nici încercarea de redenumire în Discina fastigiata la Index Fungorum în 2015 (deși câteodată folosită), nici sugestiile altor micologi s-au impus. Taxonul Gyromitra fastigiata a rămas valabil până în prezent (2024).
Epitetul specific se trage din cuvântul latin (latină fastigiatus, -a, -um=înclinat, convergent într-un vârf ).

## Descriere

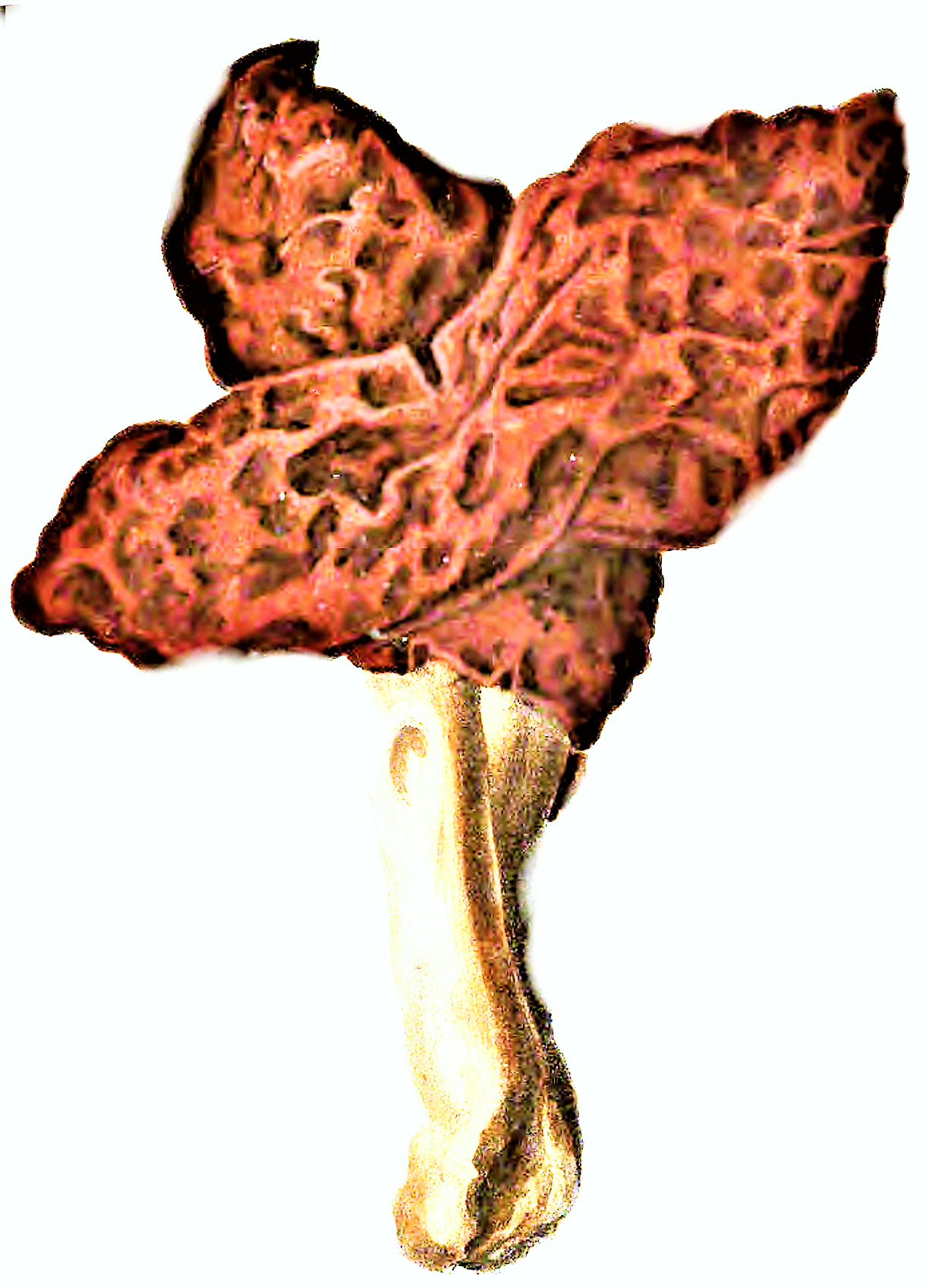
Krombh.: G. fastigiata

- Corpul fructifer: are un diametru de 5-12 (14) cm, este fragil, inițial semănând cu o șa de formă neregulată care însă ia repede forma unei scufii țuguiate, câteodată împărțite în doi (câteodată și trei ca la Gyromitra infula) lobi cu o cusătură albă-gălbuie între ei. Prezintă cute zbârcite și întortocheate pe suprafață, amintind ceva de un creier. Marginea este aderentă la picior. Pe interior este albicios. și prezintă o încrengătură de goluri în interior, devenind în vârstă gol. Partea exterioară este sterilă, iar cea inferioară prezintă un strat de acoperire fertil. Culoarea cuticulei este de un maroniu mai deschis sau închis, rar și cu nuanțe măslinii.
- Piciorul: are o lungime de  5 – 8 cm și o grosime de 2 – 3 cm, este neted, cilindric, adesea bont, format neregulat, străbătut de nervuri longitudinale, îngroșat la bază și parțial concrescut cu pălăria, fiind și el la bătrânețe gol în interior. Culoarea tinde între alb și alb-gălbui, adesea brumat albicios.
- Carnea: este albicioasă, ușor ceroasă și fragilă cu gust și miros plăcut, foarte aromatic de ciuperci. Această ciupercă se poate deshidrata în sezon secetos și rezista astfel timp îndelungat. Atunci face impresia, că ar fi apărut vara și este toxic din cauza descompunerii proteinelor.
- Caracteristici microscopice: are spori elipsoidali până fusiformi, ornamentați cu caneluri, cu 1-3 picături  de ulei gălbuie, având o mărime de 23-37 x 10-17  microni. Pulberea lor est albă. Parafizele măsoară 5-10 microni, ascele poartă 8 spori.[9]
- Reacții chimice: nu sunt cunoscute.[3][4]

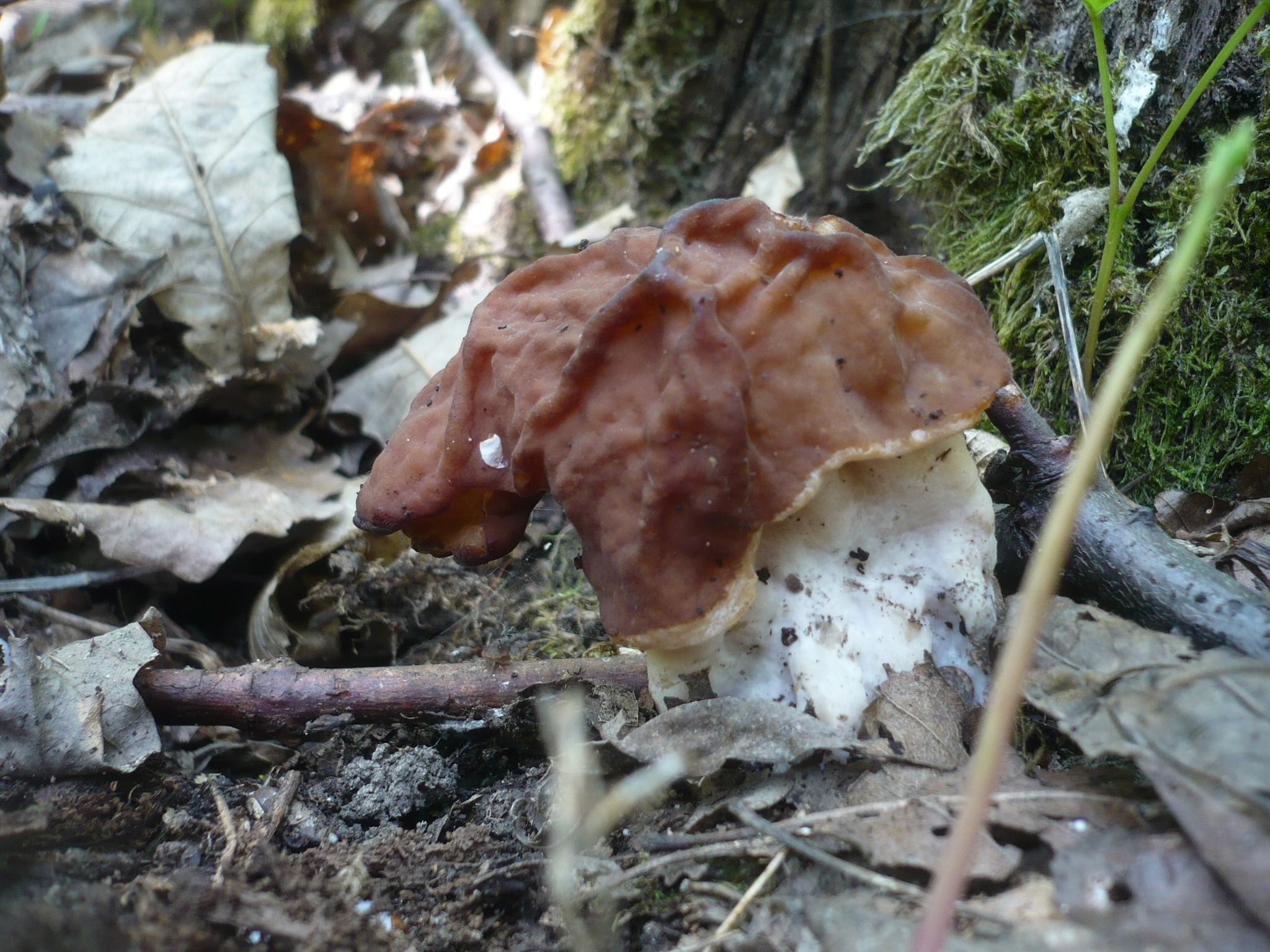
G. fastigiata tânără
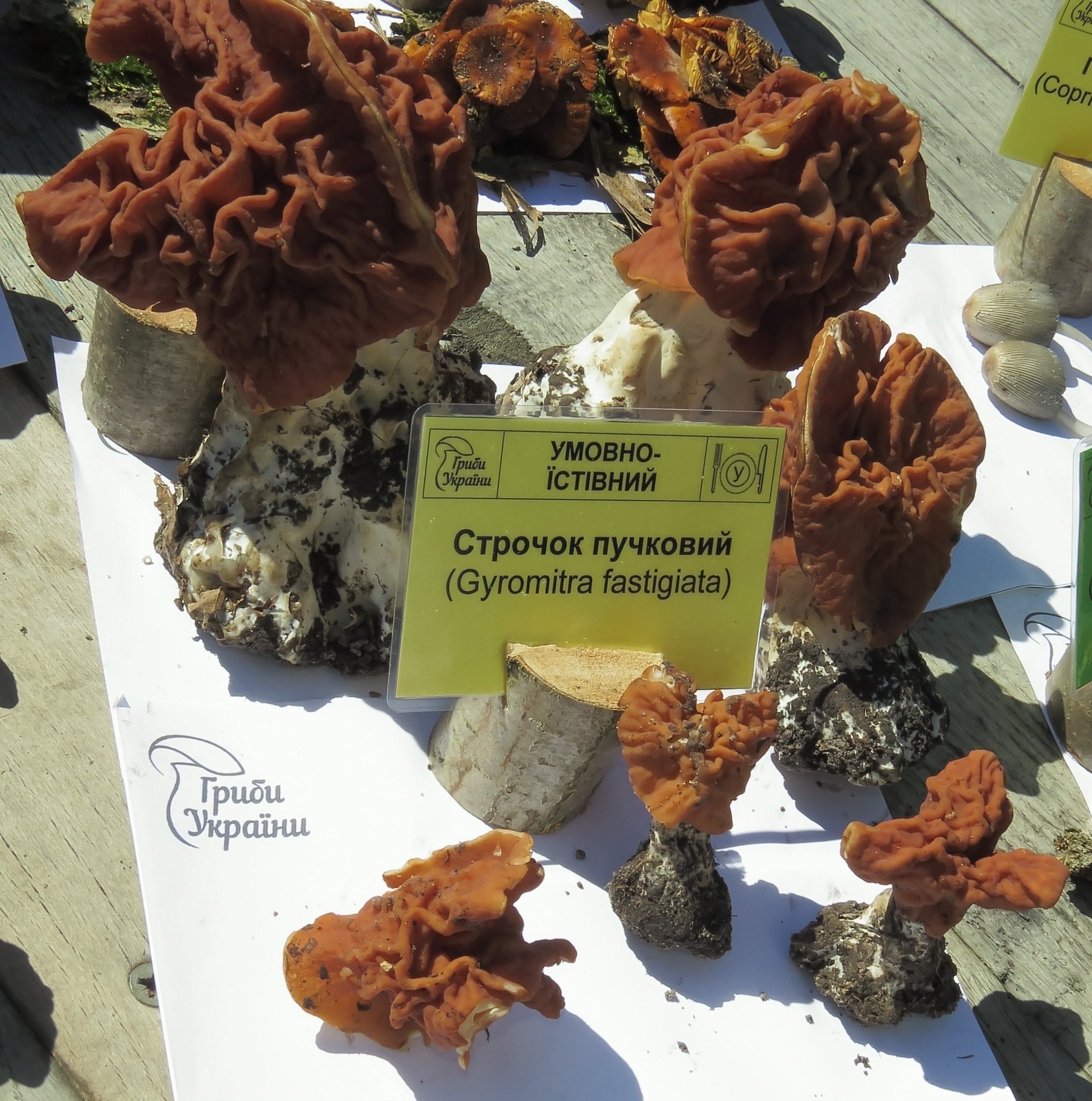
G. fastigiata, forme și stadii de evoluție

## Confuzii
Buretele poate fi confundat cu alte surate ale lui, în special cu gemenii săi Gyromitra esculenta, unde diferența se vede adesea abia sub microscop ( de ex. suprafața sporilor netedă sau ornamentată) și Gyromitra infula, sau cu Gyromitra ambigua, comestibila Helvella fusca sau Gyromitra gigas (zbârciogul uriaș).  Mai departe, specia poate fi confundată cu specii de genul Morchella sau Verpa, de exemplu cu Morchella elata, Morchella esculenta, Morchella semilibera sin. Morchella gigas, Morchella tridentina, Morchella vulgaris, Mitrophora hybrida, (Ptycho)verpa bohemica sau chiar și cu Morchella conica).

## Ciuperci asemănătoare

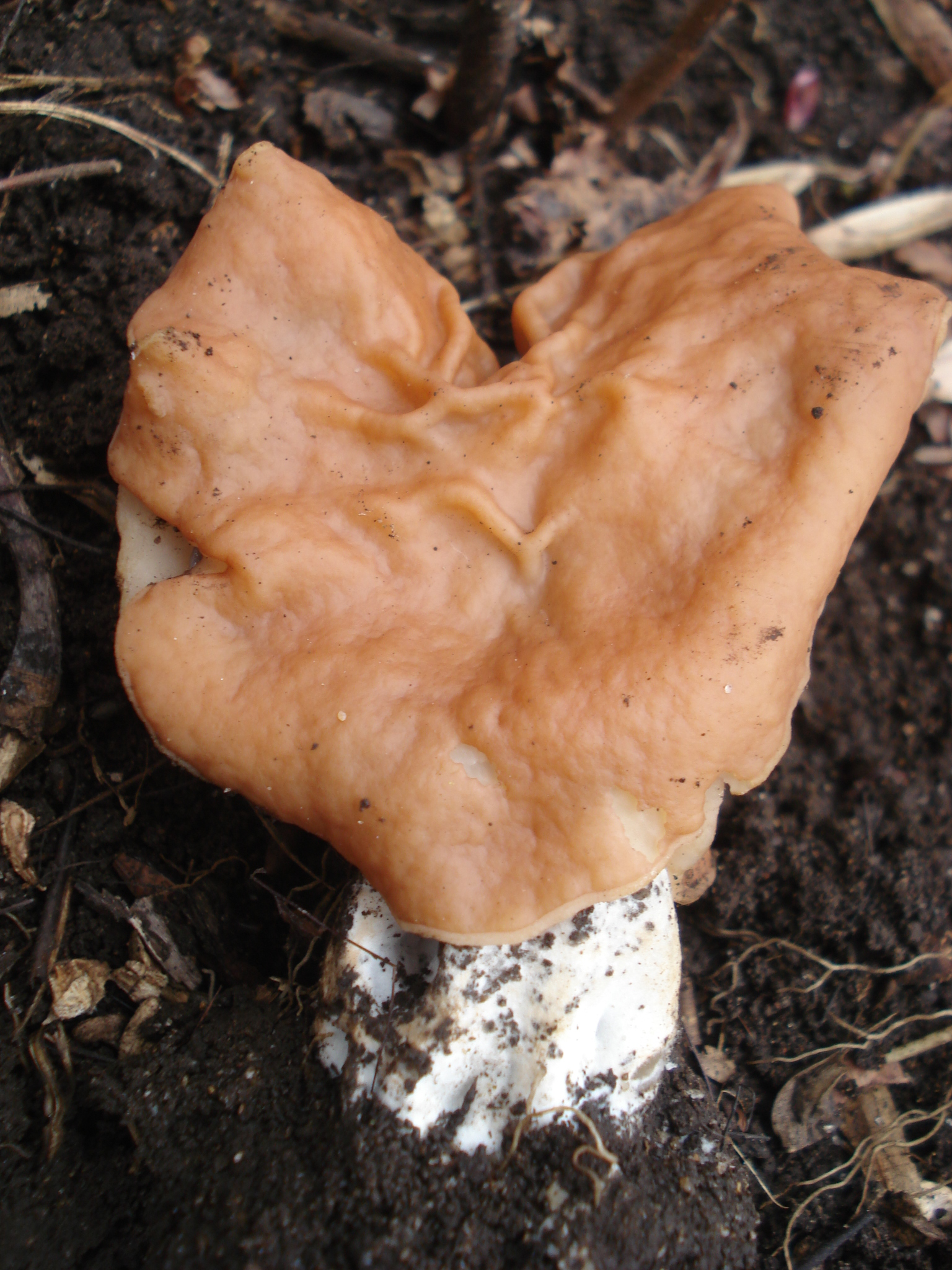
Gyromitra brunnea
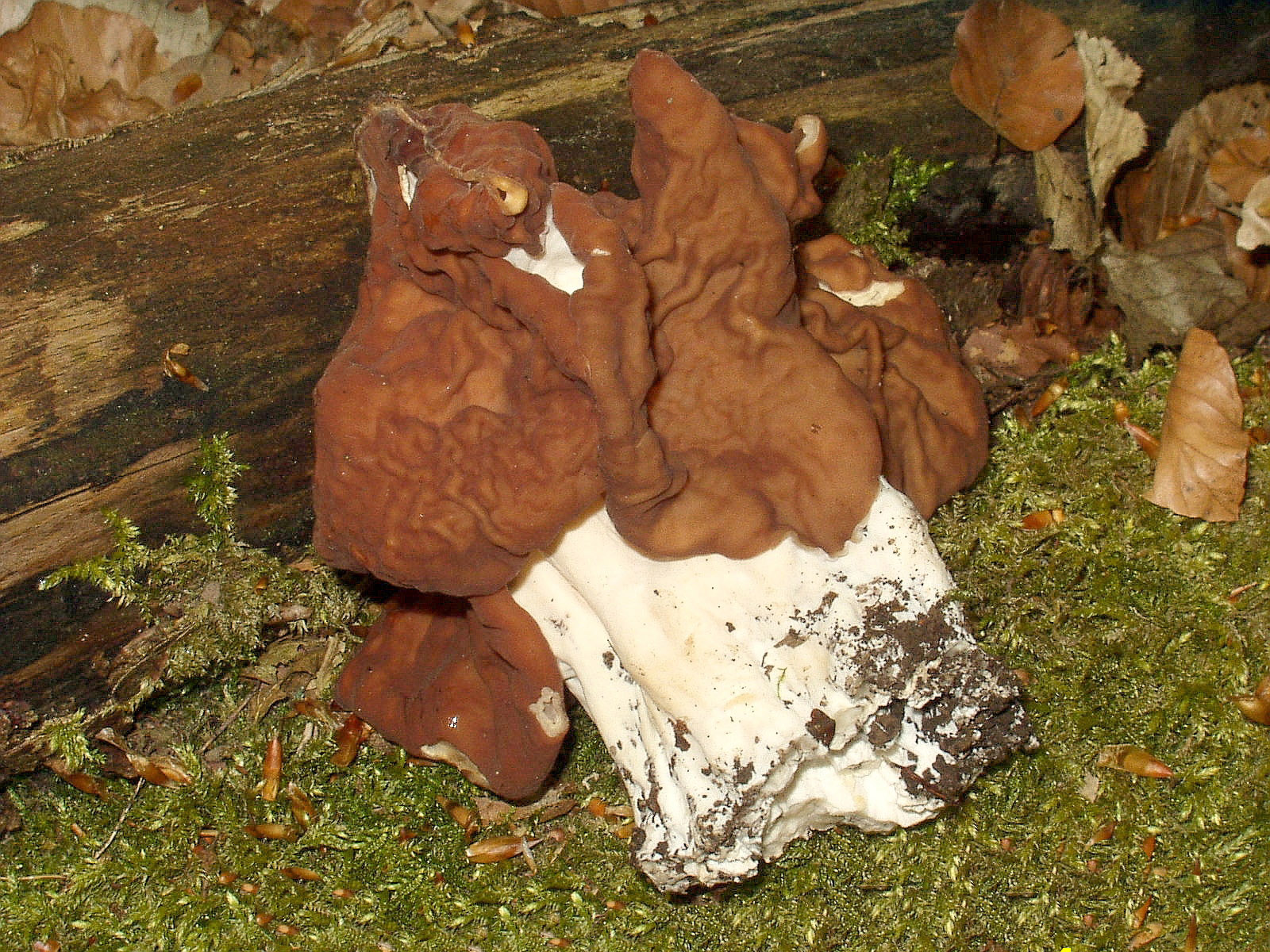
Gyromitra esculenta
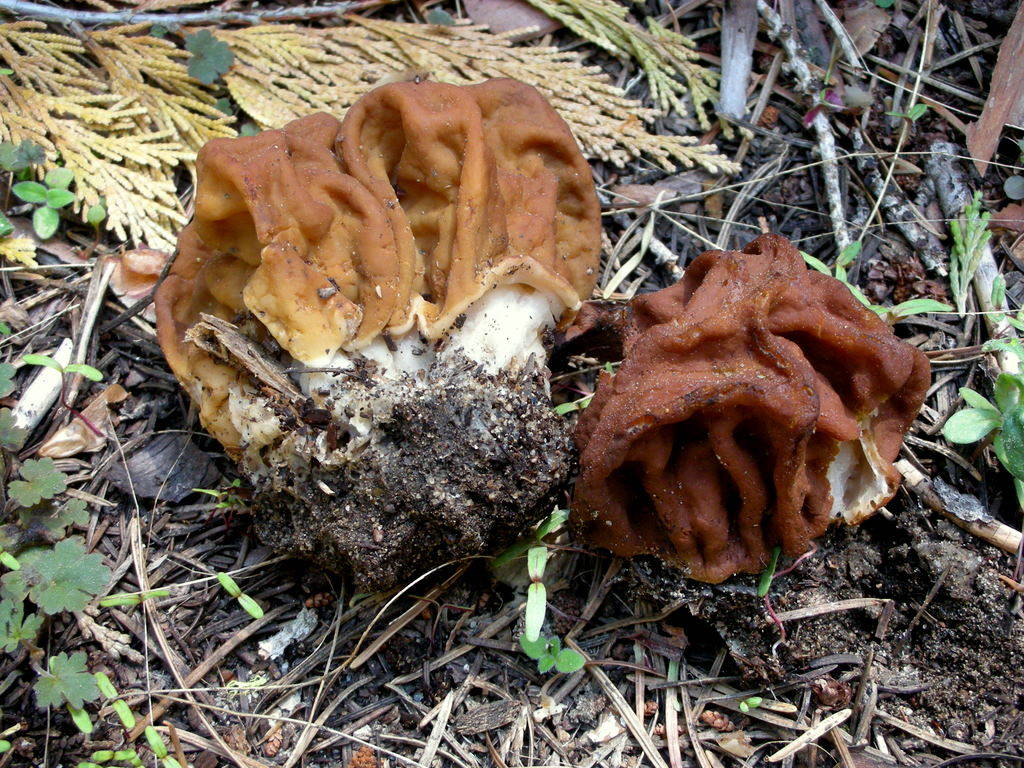
Gyromitra gigas
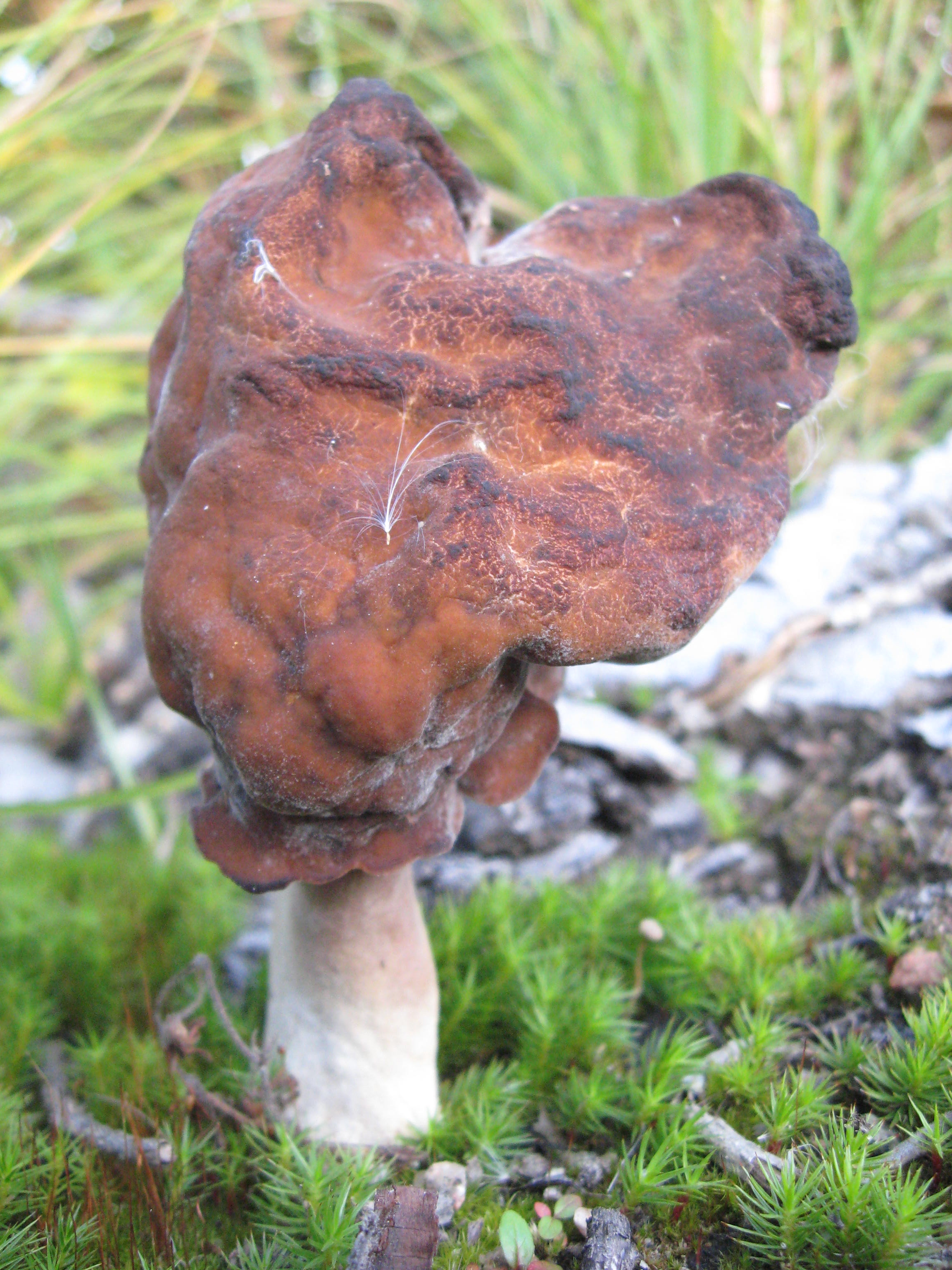
Gyromitra infula
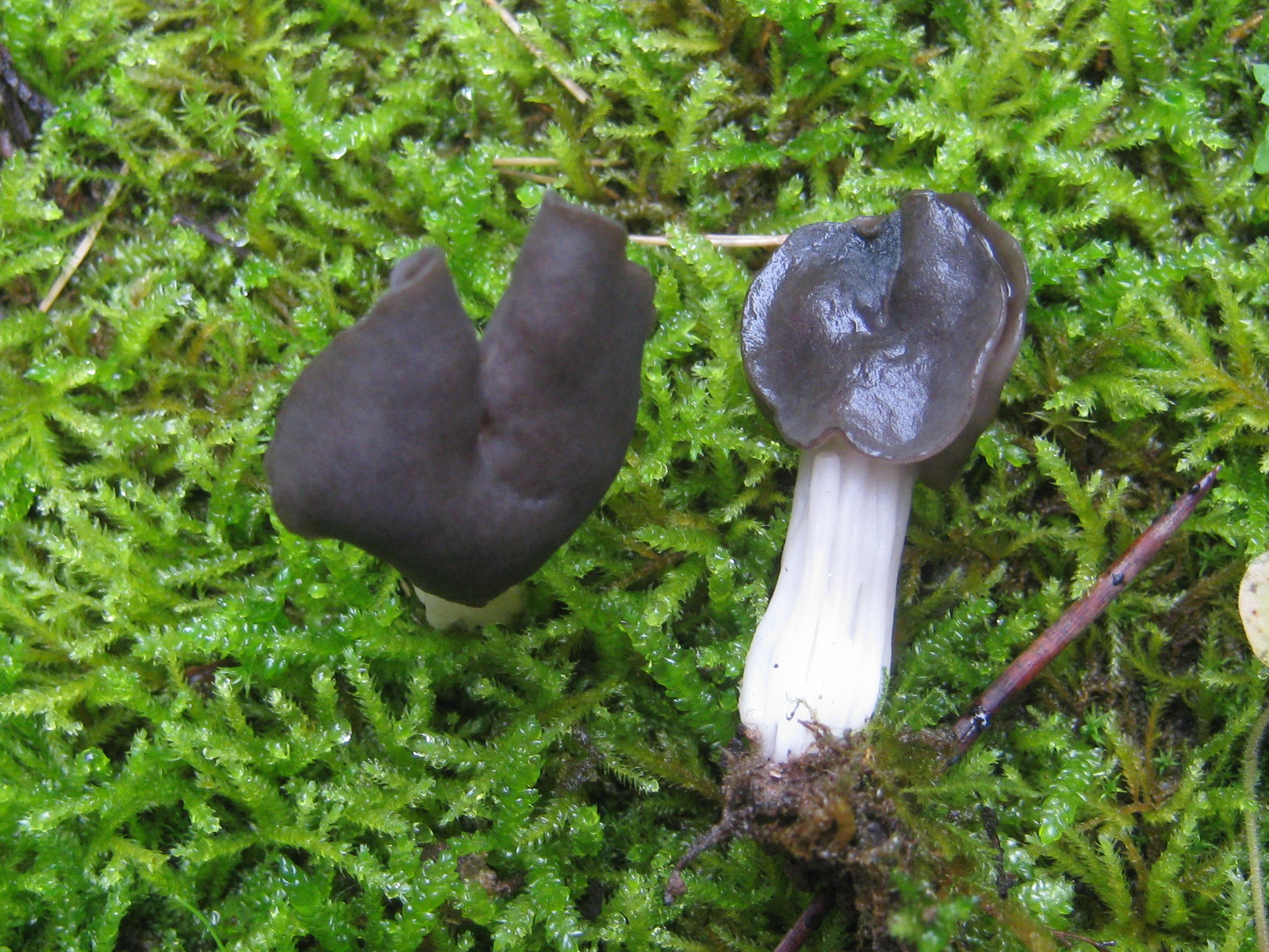
Helvella fusca

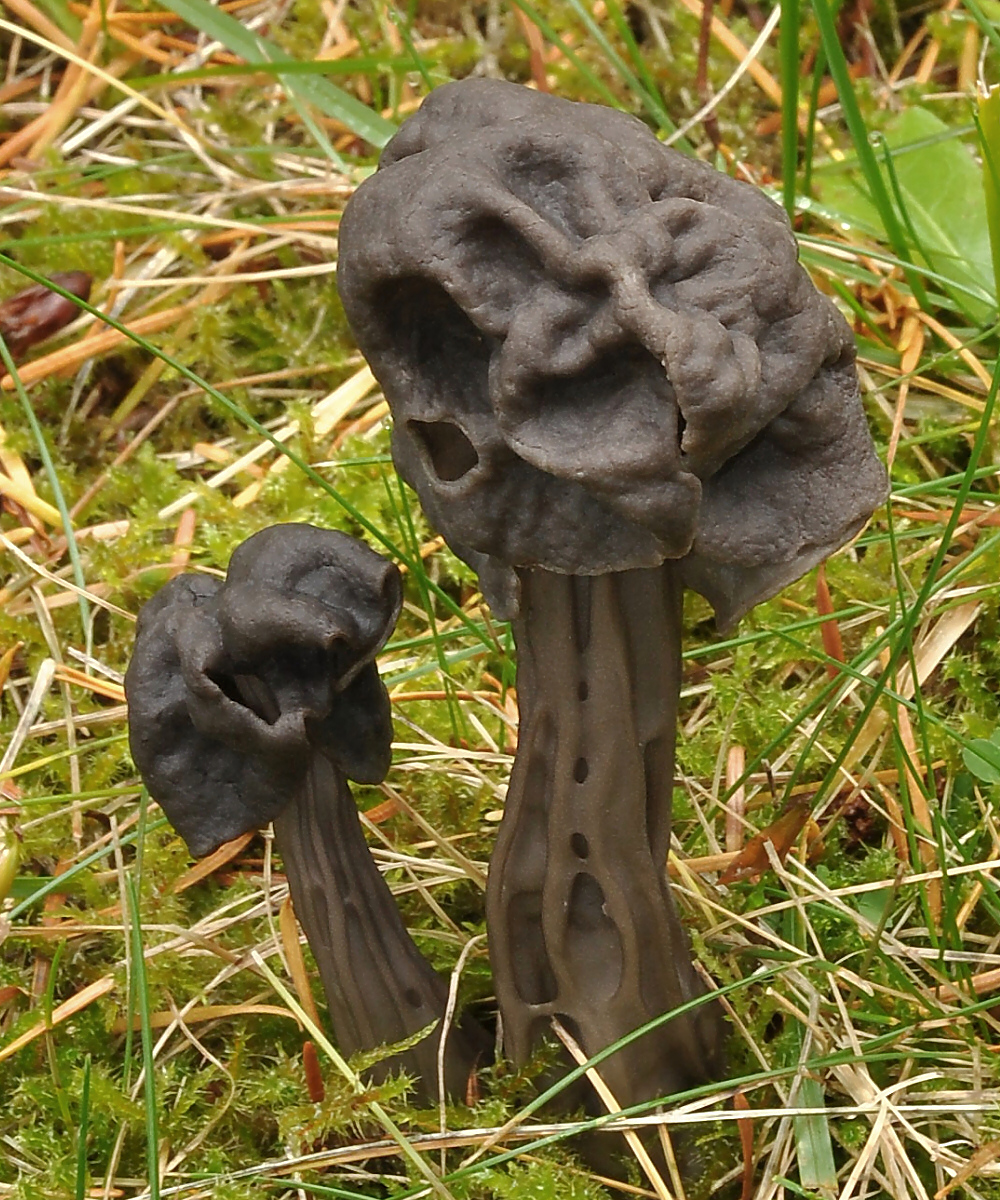
Helvella lacunosa
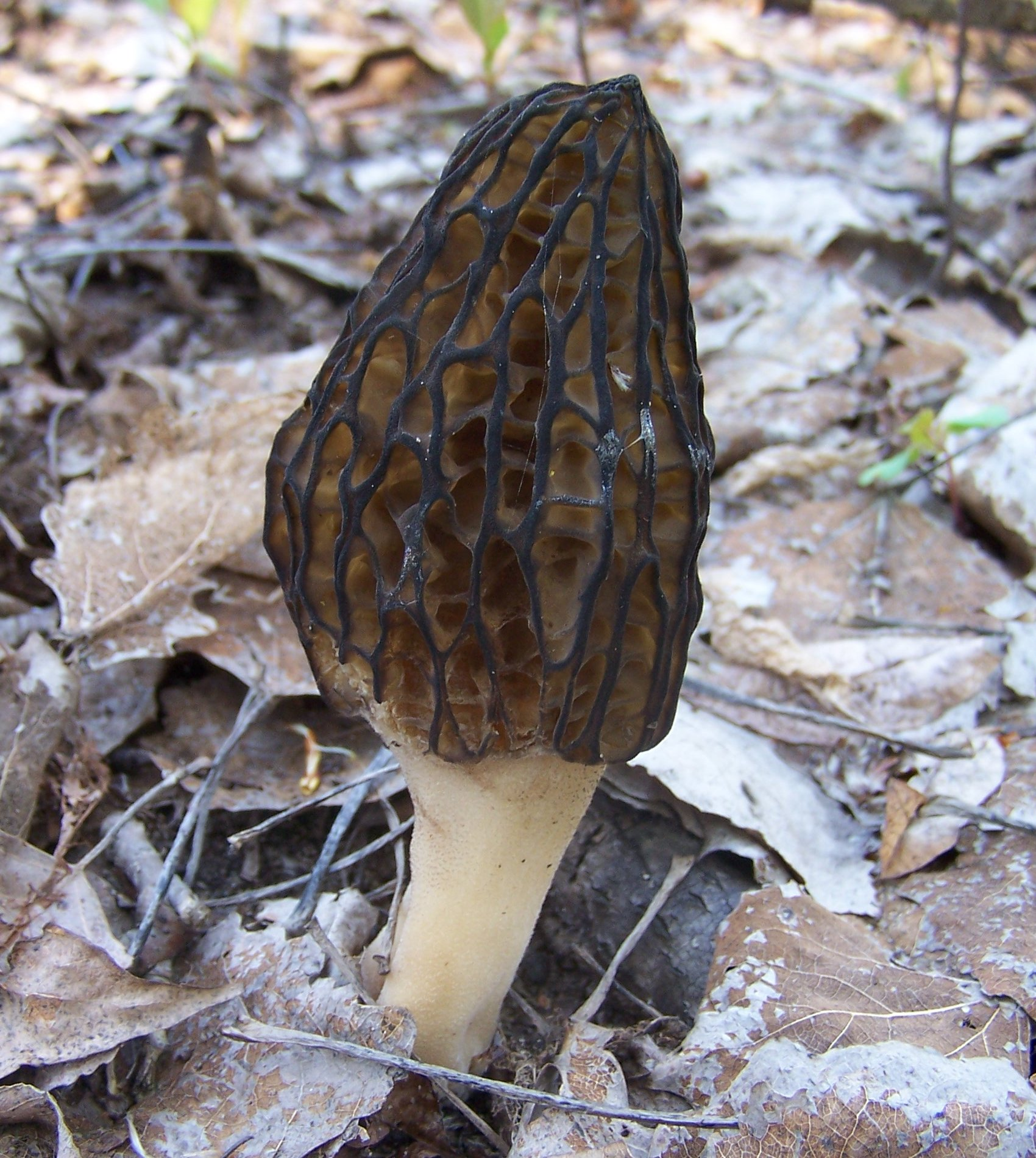
Morchella conica
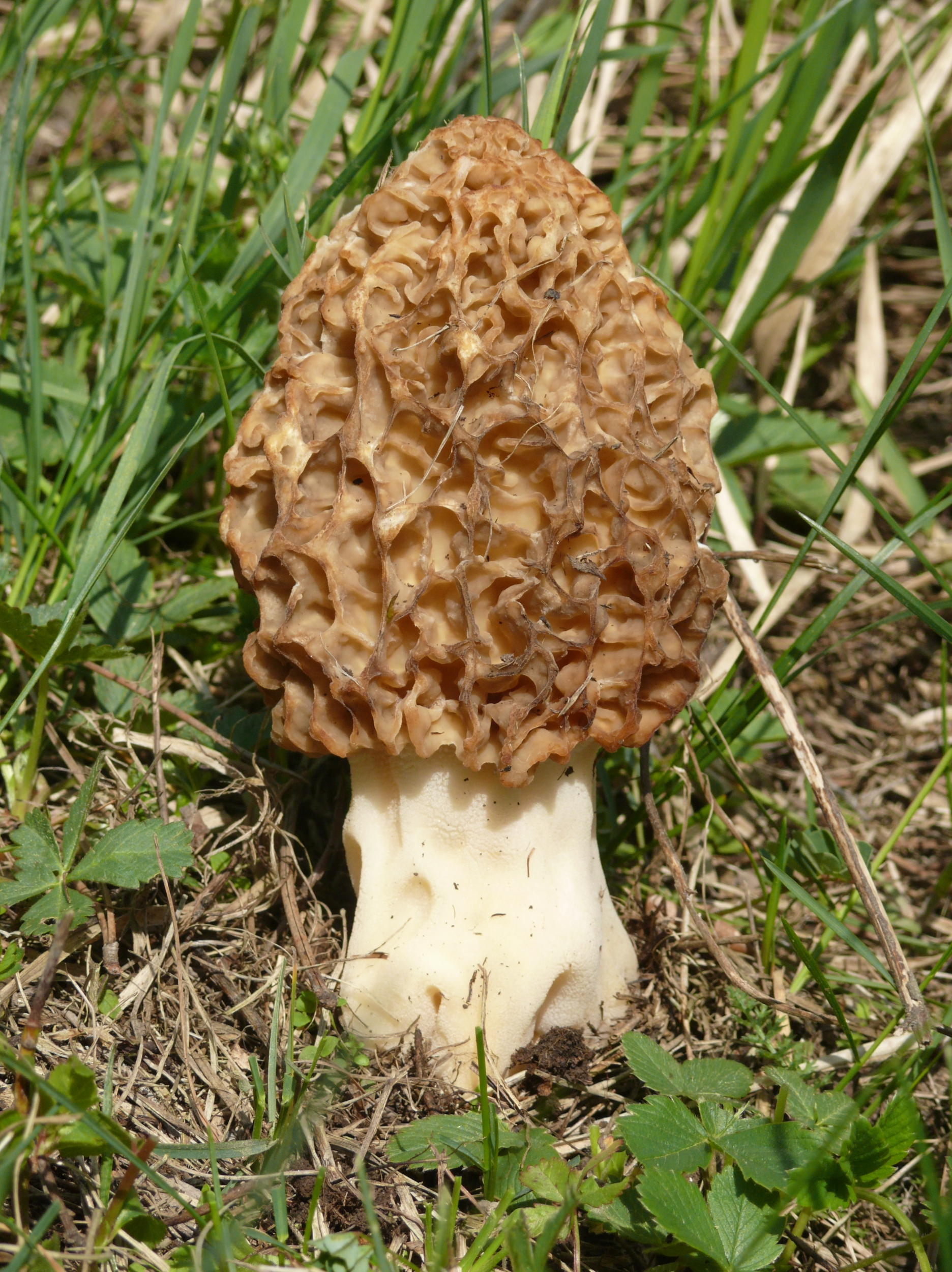
Morchella esculenta
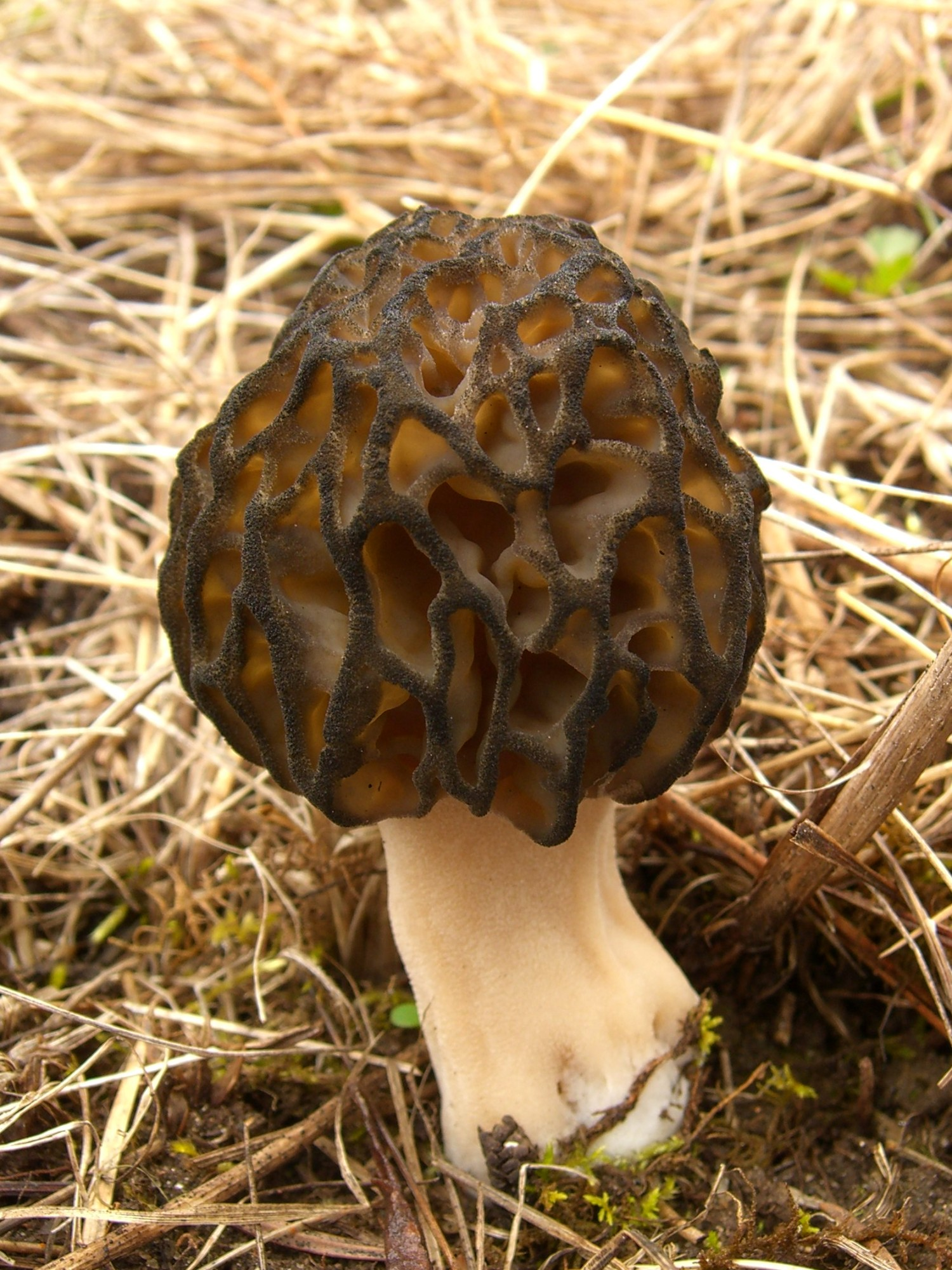
Morchella elata

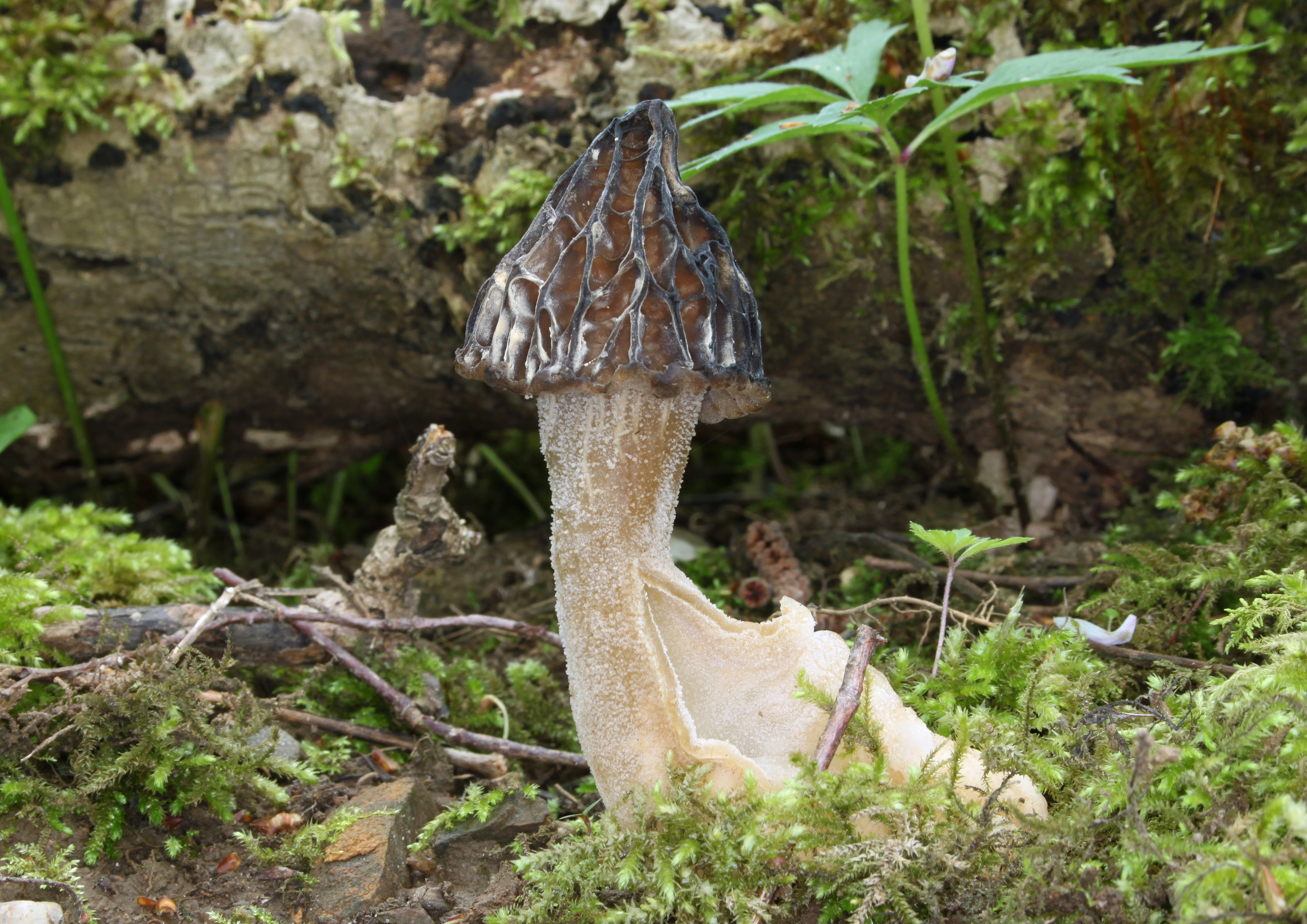
Morchella gigas
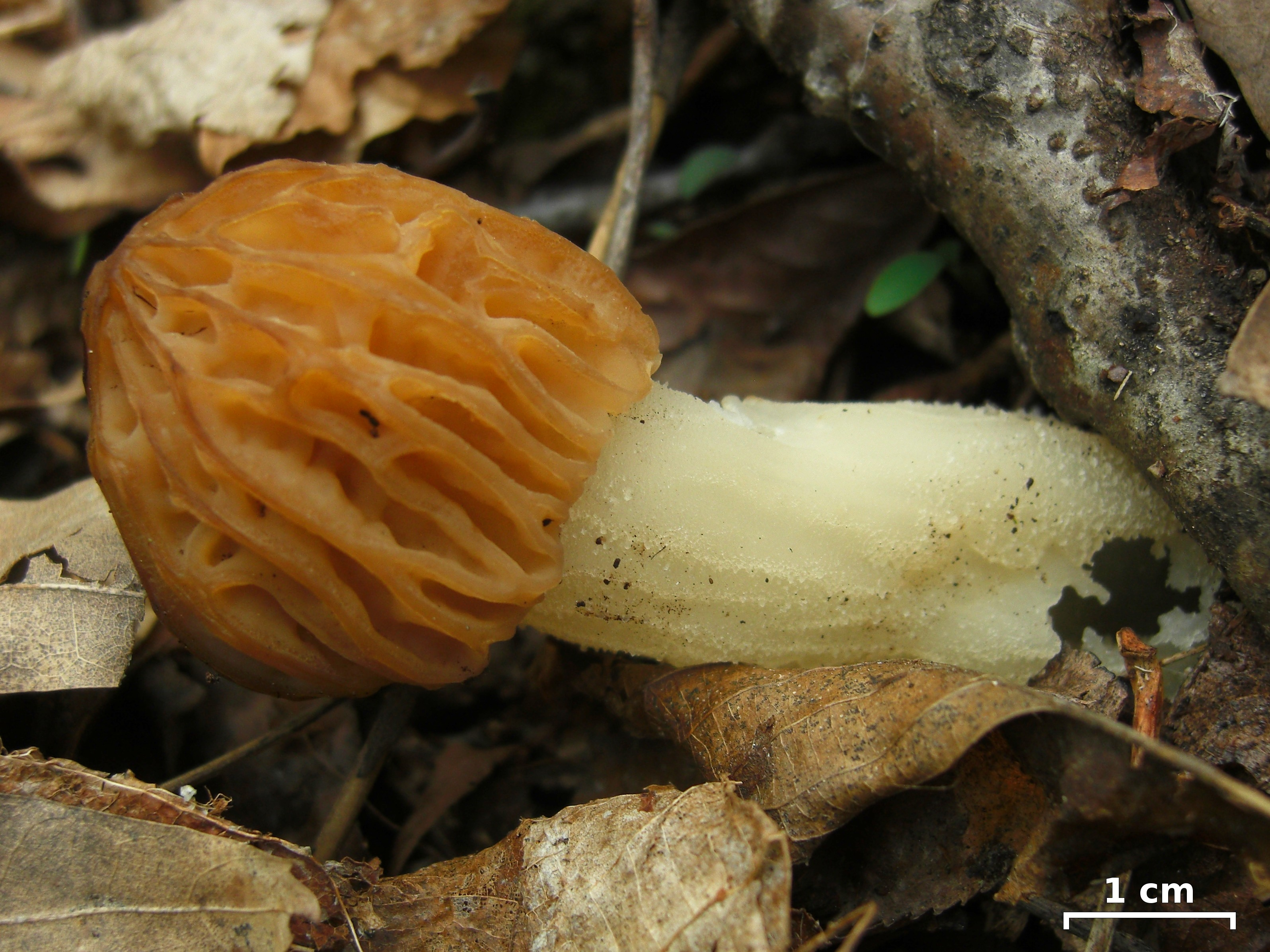
Morchella punctipes
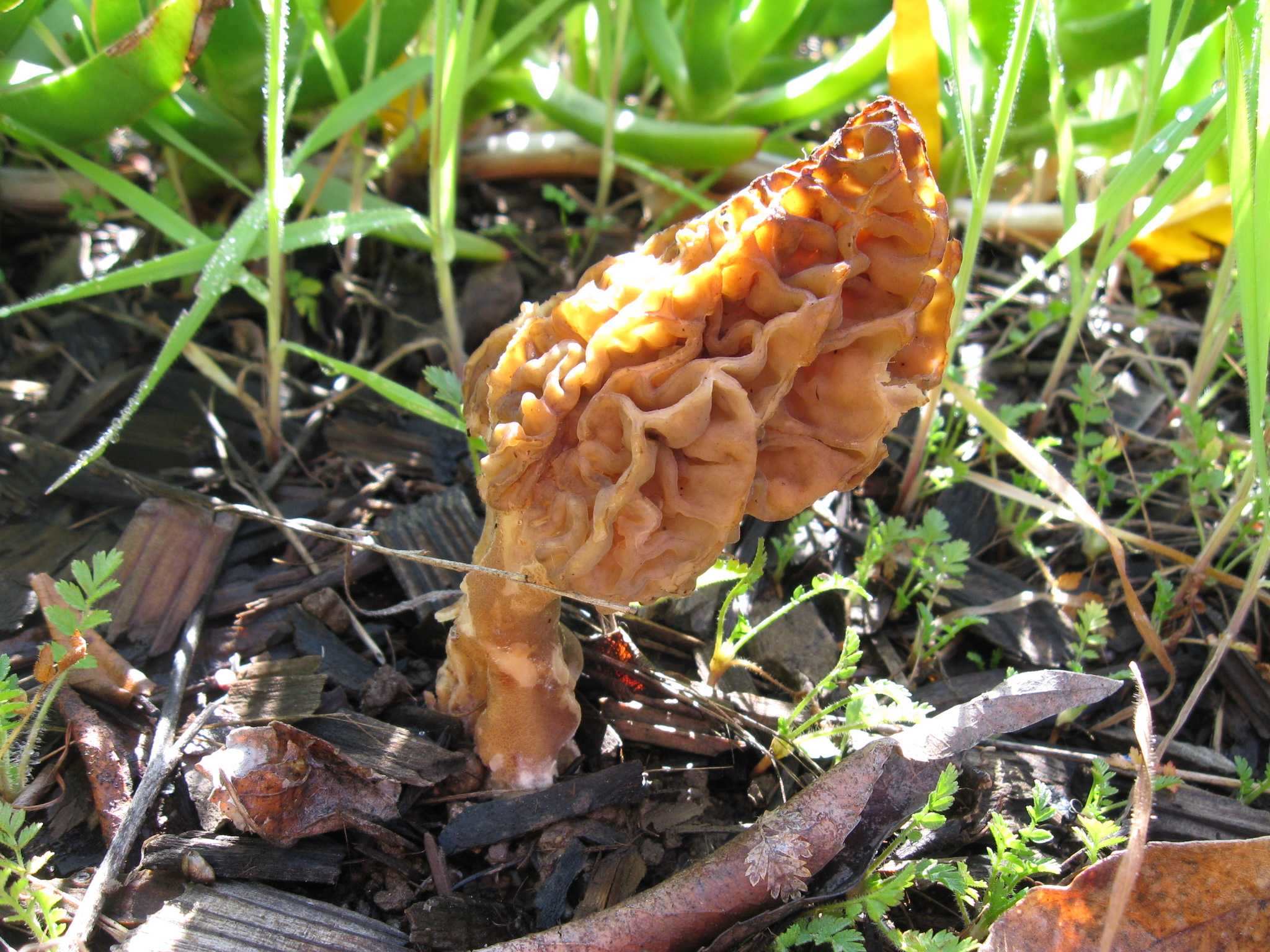
Morchella tridentina
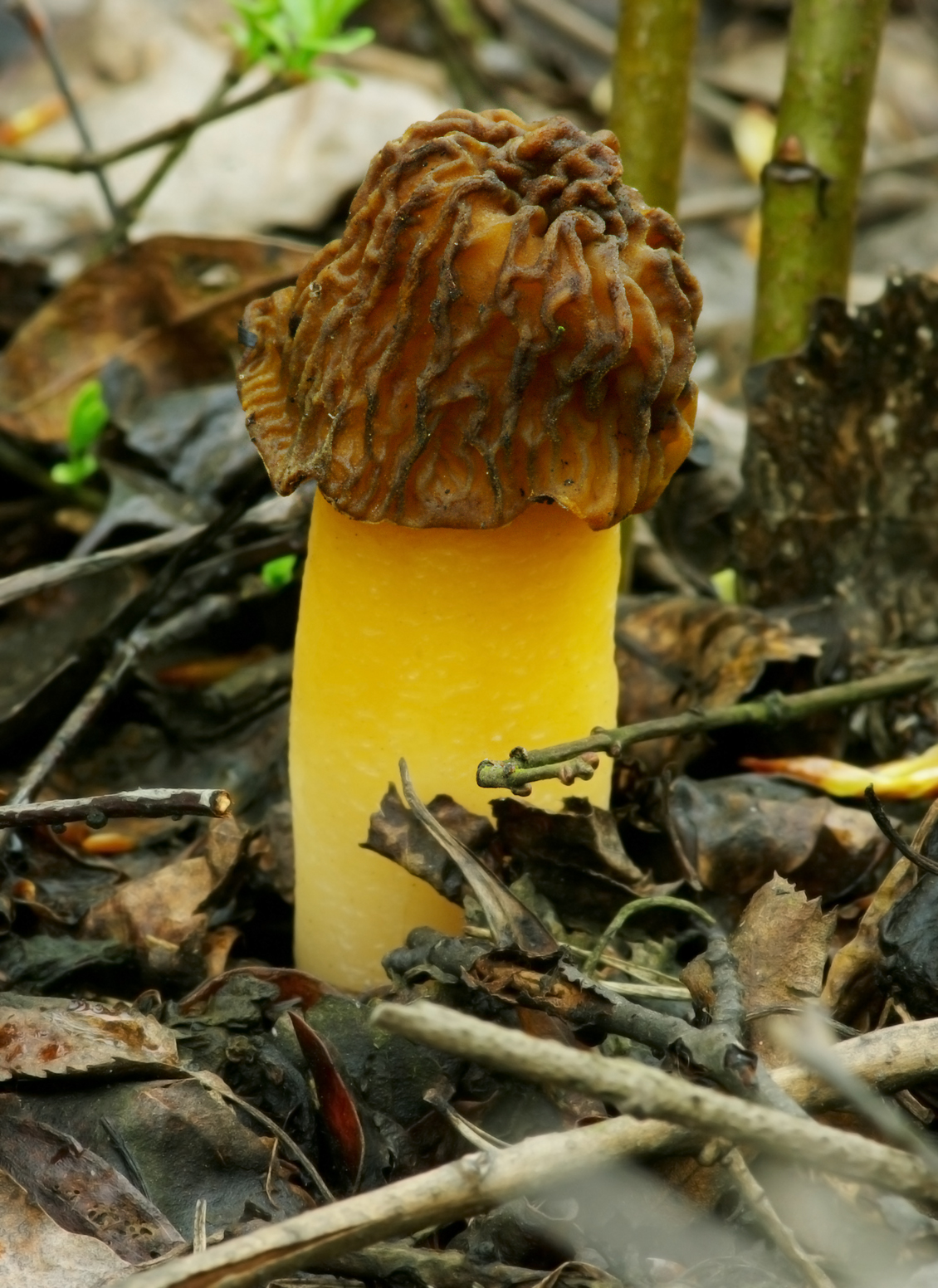
Verpa bohemica

## Valorificare

### Toxină

Formula structurală a giromitrinei

Ciuperca este, ca toate ciupercile ale genurilor Discinaceae și Helvellaceae în stadiu crud foarte otrăvitoare, dar nu este în nici un caz astfel de toxică ca similara Gyromitra esculenta, pentru că conține mult mai puțin din toxina „giromitrină”. Pentru unii micologi (de exemplu Bruno Cetto sau Heinrich Rehm) este o specie comestibilă și delicată.
Și acest soi a contat peste secole ca comestibil și foarte gustos. Niciodată a fost pus în legătură cu intoxicații grave sau chiar letale. Identitatea componenților toxici de această măsură a fost necunoscută de asemenea cercetătorilor care, până în 1968, când acetaldehida N-metil-N-formilhidrazina, mai bine cunoscută sub numele giromitrină, a fost izolată, ei au știut numai de toxina foarte slab otrăvitoare a acidului elvelic (1886). Toxicologul Peter D. Bryson a dovedit giromitrina și derivatul ei mono-metil-hidrazina, otrăvitoare pentru om.
Comestibilitatea ciupercii este discutată controvers în ultimul timp, cu tendința de a declara-o toxică. Dar conținutul de giromitrină în Gyromitra fasitigiata nu este astfel de mare. și se pare că există diferențe regionale enorme în nivelurile de toxine. De aceiași părere este și micologul Tom Volk care le declară sigure, dar menționează posibila diferență în valoarea lor de conținut toxic.

### Comestibilitate

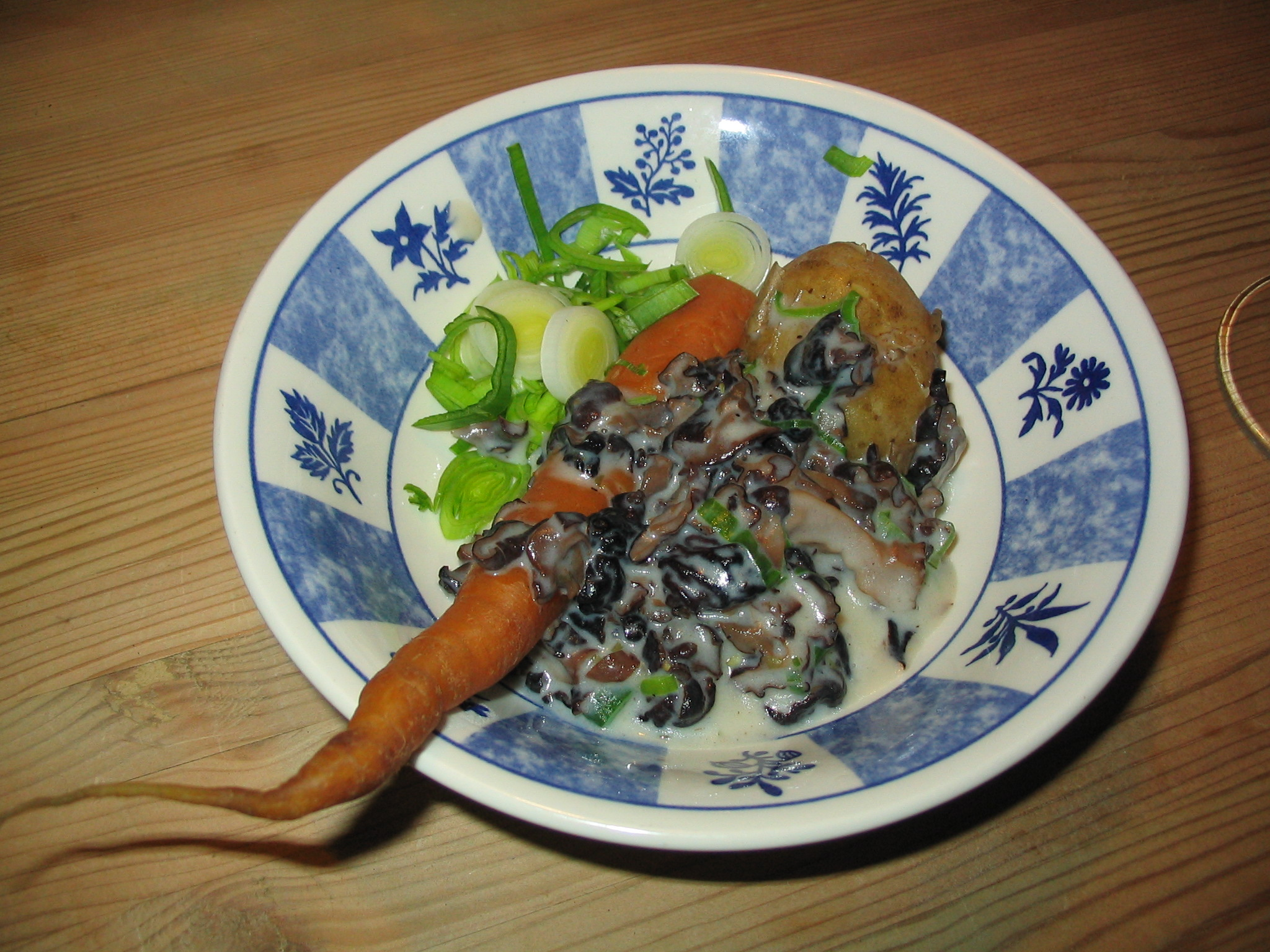
Mâncare de zbârciogi falși cu legume

Acești zbârciogii au o aromă puternică de ciuperci pentru a se delecta de ei în cantități mari, ce însă nu este de recomandat. Atunci când sunt bine opăriți dezvoltă un gust minunat în supe cremoase, ca adăugare la Boeuf Stroganov, sau sotați cu usturoi și verdețuri precum servite cu fripturi.
În Lista Roșie a României, specia este listată sub rubrica EN = endangered = pe cale de dispariție.
În orișice caz respectați:
- Folosiți numai ciuperci identificate sigur.
- Folosiți numai ciuperci tinere și proaspete.
- Informați-vă despre inofensivitatea acestui soi în regiunea de colectare.
- Opăriți mereu ciupercile înainte de a le prăjii sau fierbe bine.
- Dacä le fierbeți vărsați prima apă de fiert, pentru că conține toxine. Bine prăjite pierd otrava.[26]
- Ciuperci uscate peste timp mai lung pierd pentru 99,5 la sută conținutul lor toxic.

## Bibiliografie
- Bruno Cetto, volumele 1-4 (vezi la note).
- Gustav Lindau, Eberhard Ulbrich: „Die höheren Pilze, Basidiomycetes, mit Ausschluss der Brand- und Rostpilze”, Editura  J. Springer, Berlin 1928
- Till E. Lohmeyer & Ute Künkele: „Pilze – bestimmen und sammeln”, Editura Parragon Books Ltd., Bath 2014, ISBN 978-1-4454-8404-4
- Meinhard Michael Moser: „Kleine Kryptogamenflora der Pilze – vol. II a.: „Höhere Phycomyceten und Ascomyceten”, Editura Gustav Fischer, Jena 1963